# Club de Básquetbol Santos Reales de San Luis
I Santos Reales de San Luis sono stati una società cestistica con sede a San Luis Potosí, in Messico. Fondati nel 2003, giocavano nella Liga Nacional de Baloncesto Profesional.
Disputavano le partite interne nel Auditorio General Miguel Barragán, che ha una capacità di 3.972 spettatori.